# Luigi Mario Pizzinelli
Luigi Mario Pizzinelli (Todi, 14 giugno 1918 – Milano, 5 aprile 2006) è stato un giornalista e scrittore italiano.

## Biografia
Nato a Todi (Perugia) il 14 giugno 1918, infanzia a Mercato Saraceno (Forli'), studi superiori magistrali a Milano. È ufficiale di fanteria nella seconda guerra mondiale ed è ferito. Laurea in lettere moderne all'Università Cattolica del Sacro Cuore di Milano nel 1947 con una tesi sul poeta inglese Rupert Brooke. Entra al Corriere della Sera come correttore di bozze poi come archivista. Nel 1957 con Orio Vergani e Gianni Mazzocchi pubblica con l'editoriale Domus "Enciclopedia XX Secolo", una delle prime enciclopedie a dispense italiane del dopoguerra.
Giornalista professionista al Corriere di Informazione dal 1960 e poi definitivamente a La Domenica del Corriere dove è collaboratore di Eligio Possenti, Dino Buzzati e Walter Molino ed in seguito di Guglielmo Zucconi, Alfredo Pigna e Maurizio Costanzo.

### Attività Sindacale
Luigi Mario Pizzinelli per circa un ventennio (anni Settanta e anni Ottanta) è figura di spicco del sindacato dei giornalisti del gruppo Corriere della Sera, poi acquistato dalla Rizzoli (luglio 1974).
Inizialmente rappresentante sindacale della redazione de La Domenica del Corriere, diviene, in seguito e per molti anni, rappresentante aziendale di tutti i periodici. La sua opera è particolarmente preziosa nelle scrupolose ricerche di documentazione giuridico-societaria presso il tribunale, utilissima soprattutto negli anni di trasformazione dell'assetto societario del gruppo e di minaccia all'autonomia giornalistica da parte della loggia P2, infiltrata nella proprietà e nella gestione.
In quegli anni prende forma un coordinamento sindacale di tutte le società editoriali del gruppo ed a questo coordinamento Pizzinelli concorre con funzioni di raccordo. Nel corso della sua attività sindacale riveste per molti anni anche ruoli di rappresentanza negli organismi di categoria (Sindacato dei Giornalisti, Casagit).

## Opere
- Eleonora Duse, Ed. Martello, 1958, in collaborazione con Leonardo Vergani,
- Robespierre, Ed. Mondadori, 1971, tradotto in altre lingue,
- Cento anni di Circolo Volta in cento anni di vita milanese, 1982,
- Cara Domenica, in collaborazione con Bartolo Pieggi.